# Serhii Vasylkivsky
Serhii Vasylkivsky (Oekraïens: Сергій Іванович Васильківський; Russisch: Серге́й Иванович Васильковский) (Izjoem, 19 oktober 1854 - Charkov, 7 oktober 1917) was een Oekraïense genre- en landschapsschilder en kunsthistoricus.

## Biografie
Vasylkivsky groeide op in Izjoem, een schilderachtige omgeving die bevorderlijk zou zijn geweest voor zijn ontwikkeling als kunstenaar. Zijn vader was schrijver en leerde hem de kunst van het schoonschrift en zijn moeder legde de basis van Vasylkivsky's kunst door middel van volksliederen. Een van zijn grootvaders stamden af van de Kozakken.
Toen Vasylkivsky zeven jaar oud was, verhuisde het gezin naar Charkov, dat in die tijd een belangrijk cultureel centrum was van Sloboda-Oekraïne. Daar ging hij naar het gymnasium en kreeg hij zijn eerste kunstlessen. Na de middelbare school ging Vasylkivsky studeren, maar was genoodzaakt te stoppen omdat zijn ouders het collegegeld niet konden betalen. Hierna werkte hij korte tijd als ambtenaar in Charkov.
In 1876 vertrok Vasylkivsky, tegen de wens van zijn vader in, naar de Keizerlijke Academie voor Schone Kunsten in Sint-Petersburg. Hier was Michail Klodt een van zijn leermeesters. De schilder Mykola Pymonenko studeerde in dezelfde periode aan dezelfde academie. Tijdens zijn studie maakte Vasylkivsky verschillende reizen. Na zijn afstuderen in 1885 reisde hij met een studiebeurs door Europa en naar Noord-Afrika.
Nadat hij zich in 1888 in Charkov vestigde, werd Vasylkivsky actief in Oekraïense artistieke kringen en leidde daar een architectuur- en kunstvereniging.
Vasylkivsky liet bijna 3.000 werken van realistische en impressionistische kunst na. Kort voor zijn dood schonk hij al zijn tekeningen aan het Kunstmuseum Charkov. Een groot aantal ging verloren tijdens de Tweede Wereldoorlog.

## Galerij

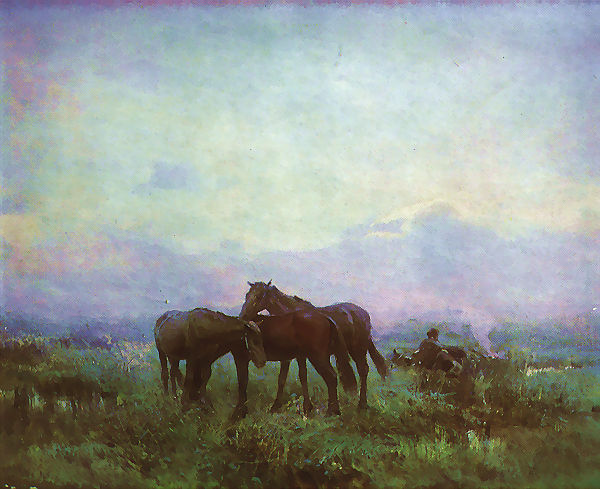
Kozakken piket (Козачий пікет)
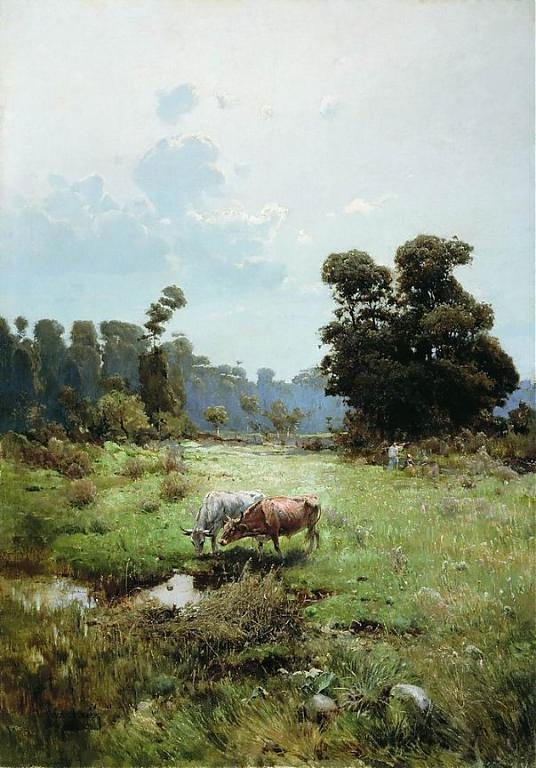
Kozakken levada (Козача левада)
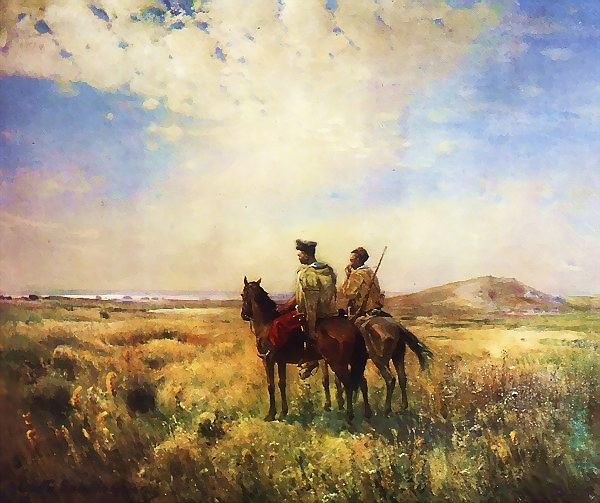
Bewaker van de Zaporozhische vrijheden (Сторожа запорозьких вольностей)